# Het Andere Koninkrijk
Het Andere Koninkrijk (Engels: The Other Kingdom) is een Canadees-Amerikaanse televisieserie die 10 april 2016 in première ging bij Nickelodeon.
Op 24 oktober 2016 is de serie in België en Nederland uitgezonden.

## Verhaal
Let op: bevat aanwijzingen over de verhaallijn/afloop van het verhaal.
De serie gaat over Astral, een elf-prinsesje die met haar ouders in de elven wereld Athenia woont. Astral wil naar de mensenwereld gaan voor 90 dagen en komt later weer terug, ze wil het ander normaal leven proeven, ze wil alles weten over mensen. Ze heeft twee nieuwe vrienden, Morgan en Devon. Ze is verliefd op Tristan en is daarom vijanden met Hailey, het populaire meisje van school.
Op het einde van het eerste seizoen blijkt het dat Tristan de verloren prins van Spartenia is en de eeuwenoude bladeren vertellen dat er een verloren prins Athenia zal veroveren, Tristan weet hier niks van, zijn echte vader en koning van Sparthenia brengt hem weg. Het eindigt dat Astral paniekerig in de feestzaal staat!

## Rolverdeling

### Hoofdrollen
| Acteur/actrice  | Personage | Nederlandse stem | Afleveringen | Seizoen | Periode |
| --------------- | --------- | ---------------- | ------------ | ------- | ------- |
| Esther Zynn     | Astral    | onbekend         | 1-20         | 1       | 2016    |
| Callan Potter   | Tristan   | onbekend         | 1-20         | 1       | 2016    |
| Celina Martin   | Morgan    | onbekend         | 1-20         | 1       | 2016    |
| Taylor Adams    | Devon     | onbekend         | 1-20         | 1       | 2016    |
| Josette Halpert | Hailey    | onbekend         | 1-20         | 1       | 2016    |

### Bijrollen
| Acteur/actrice | Personage     | Nederlandse stem | Afleveringen | Seizoen | Periode |
| -------------- | ------------- | ---------------- | ------------ | ------- | ------- |
| Tori Anderson  | Queen Titania | Niki Romijn      | 1-20         | 1       | 2016    |
| Martin Roach   | King Oberon   | onbekend         | 1-20         | 1       | 2016    |

## Afleveringen
| Seizoen | Afleveringen | Uitgezonden   | Uitgezonden    | Uitgezonden     | Uitgezonden      |
| Seizoen | Afleveringen | Start seizoen | Seizoensfinale | Start seizoen   | Seizoensfinale   |
| ------- | ------------ | ------------- | -------------- | --------------- | ---------------- |
| 1       | 20           | 10 april 2016 | 19 juni 2016   | 24 oktober 2016 | 18 november 2016 |